# كينتارو هاياشي
كينتارو هاياشي (باليابانية: 林 健太郎) (29 أغسطس 1972 في ماتشيدا في اليابان – )؛ هو لاعب كرة قدم ياباني سابق كان يلعب كلاعب وسط. سبق له أن لعب مع منتخب اليابان.

## وصلات خارجية
- كينتارو هاياشي على موقع رابطة كرة القدم اليابانية للمحترفين (اليابانية)
- كينتارو هاياشي على موقع قاعدة بيانات كرة القدم.إي يو (الإنجليزية)
- كينتارو هاياشي على موقع ناشيونال فوتبول تيمز (الإنجليزية)
- كينتارو هاياشي على موقع Soccerway.com (الإنجليزية)
- كينتارو هاياشي على موقع عالم كرة القدم.نت (الإنجليزية)

- National Football Teams
- Japan National Football Team Database